# Plumularia canariensis
Plumularia canariensis is een hydroïdpoliep uit de familie Plumulariidae. De poliep komt uit het geslacht Plumularia. Plumularia canariensis werd in 1986 voor het eerst wetenschappelijk beschreven door Izquierdo, García-Corrales & Bacallado. 